# Лютик серно-жёлтый
Лю́тик серно-жёлтый (лат. Ranúnculus sulphureus Sol., 1774) — одно- или многолетнее травянистое растение, вид рода Лютик (Ranúnculus) семейства Лютиковые (Ranunculáceae). Распространено в Арктической Европе, на Дальнем Востоке и в Северной Америке.

## Ботаническое описание
Корневища темно-бурые, укороченные, с тонкошнуровидными беловатыми мочками. Стебли 10-15 см высотой, обычно простые, при основании утолщенные от темно-бурых влагалищ прикорневых листьев, вверху покрыты рассеянными красновато-бурыми волосками. Прикорневые листья на длинных черешках, пластинки их почковидные или лопатчатые, с округлым или усеченным основанием, наверху с тремя более округло-тупыми зубцами, реже с 3-5 туповато-зубчатыми лопастями. Стеблевые листья сидячие, 3-5-раздельные на продолговатые доли, влагалища их буровато-волосистые. Цветки одиночные, реже в числе двух, 1,5-2,5 см диаметром. Чашелистики густо опушены красно-коричневыми волосками. Лепестки обычно в числе 5-6, в 1,5 раза длиннее чашелистиков, на верхушке округлые. Цветоложе продолговато-коническое, покрыто темно-бурыми волосками. Плодовые головки продолговато-яйцевидные. Плодики 2-2,5 мм длиной, голые, округло-обратнояйцевидные, с прямым, 1-1,5 мм длиной, на верхушке загнутым носиком.

## Ареал
Растёт в болотистых тундрах, по берегам ручьев, на прибрежных отмелях, близ снежников. В России произрастает в Средней Сибири, на Дальнем Востоке, в Иркутской области в Витимском заповеднике, в Тюменской области, в Бурятии, в Забайкальском крае, в Якутии и в Мурманской области в Хибинах.